# Dhatrichia bipunctata
Dhatrichia bipunctata är en nattsländeart som beskrevs av Statzner 1977. Dhatrichia bipunctata ingår i släktet Dhatrichia och familjen smånattsländor. Inga underarter finns listade i Catalogue of Life.